# Sandra Wollner
Sandra Wollner (Leoben, 1983) es una directora de cine y guionista austriaca. Hizo su debut como directora con The Impossible Picture (2016), y también dirigió y coescribió The Trouble with Being Born (Del inconveniente de haber nacido), 2020.

## Biografía
En 2012, Wollner comenzó a estudiar cine documental en la Academia de Cine de Baden-Württemberg. Ha dirigido varios cortometrajes, y ha dirigido su primer largometraje, The Impossible Picture (2016), cuando aún era estudiante en la Academia de Cine de Baden-Württemberg. Rodada en 8 mm, cuenta la vida diaria de una familia en la Viena de los años cincuenta. The Impossible Picture obtuvo varios premios como el de mejor película en la Sección Oficial de FILMADRID 2017 y el Premio de la Crítica de Cine Alemán en 2019.
Wollner dirigió y coescribió The Trouble with Being Born, que se estrenó en el 70 ° Festival Internacional de Cine de Berlín en 2020, como parte de la sección Encuentros del festival. La película recibió el Premio Especial del Jurado en esa sección.
Se visionó en la Sección Zalbaltegi Tabakalera del 68.º Festival Internacional de Cine de San Sebastián.